# Michel Mensch
Pour les articles homonymes, voir Mensch.
Michel Mensch, né le 23 février 1957 à Mulhouse, est un basketteur en fauteuil roulant. Il évolue actuellement en division Nationale 1A française, au sein du club de CAPSAAA Paris. Il est classifié 2,5 points et joue au poste d'arrière.

## Carrière sportive nationale
Michel Mensch a évolué au sein des équipes de Mulhouse, Saint Ouen, Bordeaux, Saint Avold, Strasbourg et Paris. Il fait partie des « pionniers » à voyager pour évoluer dans un club loin de son domicile. 
Entre 1986 et 1990, il cumule 75 sélections en équipe de France.
Parmi ses nombreux titres internationaux, il obtient les titres de champion du monde en 1990 à Bruges, de champion d'Europe en 1991 et une médaille de bronze aux Jeux paralympiques de 1988 à Séoul en Corée. 
Il remporte également de nombreux autres titres, comme ceux de champion de France avec Strasbourg, champion d'Europe. Il compte également à son palmarès la coupe de France ou le trophée des As. 
Joueur rapide et adroit, affectionnant particulièrement le jeu offensif, il a terminé régulièrement meilleur marqueur de nombreuses compétitions.

Après 18 mois d'absence dus à deux grosses opérations à l'épaule. il reprend le chemin des paniers en 2009. À 54 ans, Michel Mensch est un des derniers champions du monde 1990 avec Philippe Baye à évoluer sur un terrain.
En octobre 2024, il devient le premier joueur handisport à rejoindre la prestigieuse Académie du Basket de la Fédération Française de Basket-ball.

## Carrière internationale
Michel Mensch a participé pendant deux années au meilleur championnat européen : celui d'Italie. Il rejoint l'équipe de BADS à Quartu Sant'Elena, en Sardaigne. Cette expérience peut être considérée comme une forme de professionnalisme se rapprochant du modèle valide.